# 34089 Smoter
34089 Smoter è un asteroide della fascia principale. Scoperto nel 2000, presenta un'orbita caratterizzata da un semiasse maggiore pari a 2,5318734 au e da un'eccentricità di 0,1029748, inclinata di 2,31081° rispetto all'eclittica.